# Rosario Fernández
Rosario Del Pilar Fernández Figueroa (ur. 9 listopada 1955) – peruwiańska prawnik i polityk, minister sprawiedliwości w latach 2007–2009 oraz od września 2010. Premier Peru od 19 marca 2011 do 28 lipca 2011.

## Życiorys
Rosario Fernández w 1979 ukończyła prawo na Papieskim Uniwersytecie Katolickim Peru (Pontificia Universidad Católica del Perú). Następnie rozpoczęła pracę w zawodzie adwokata, specjalizując się w prawie cywilnym, administracyjnym oraz prawie prywatnym międzynarodowym.
W latach 1986–1987 wchodziła w skład Komisji ds. opracowania Prawa Arbitrażu, a w latach 1987–1988 w skład Komisji ds. Reformy Kodeksu Postępowania Cywilnego. Od 1988 do 1991 była wiceprzewodniczącą zarządu Giełdy Limskiej (Bolsa de Valores de Lima). Od 1993 do 1994 pełniła funkcję skarbnika zarządu Kolegium Adwokackiego Limy.
Między 1983 a 1992 wykładała prawo prywatne międzynarodowe i prawo postępowania cywilnego na Pontificia Universidad Católica del Perú. Była także profesorem prawa prywatnego międzynarodowego na Universidad de Piura oraz Universidad de Lima.
Od 20 grudnia 2007 do 11 lipca 2009 zajmowała stanowisko ministra sprawiedliwości w rządach premierów Jorge del Castillo i Yehude Simona. 14 września 2010 ponownie objęła ten urząd w gabinecie José Antonio Changa. Po jego dymisji z przyczyn osobistych, 19 marca 2011 objęła stanowisko premiera Peru, zachowując jednocześnie wcześniejszą funkcję. Zajmowała je do czasu inauguracji prezydentury Ollanty Humali 28 lipca 2011. Na stanowisku premiera zastąpił ją wówczas Salomón Lerner Ghitis.